# Black and Blue (2019)
Black and Blue ist ein Action-Thriller von Deon Taylor, der im Oktober 2019 in die US-amerikanischen und im November 2019 in die deutschen Kinos kam. In den Hauptrollen sind Naomie Harris, Tyrese Gibson, Nafessa Williams und Frank Grillo zu sehen.

## Handlung
Nachdem sie zunächst in Afghanistan für die US-amerikanischen Streitkräfte tätig war und anschließend die Polizeiakademie mit Auszeichnung abgeschlossen hat, kommt Alicia West als Neuling zur Polizei in New Orleans, wo sie früher selbst aufgewachsen ist. Bei ihrer Arbeit wird sie in einem stillgelegten Kraftwerk Zeuge des Mordes an drei jungen Drogendealern durch korrupte Polizeibeamte. Ihre Körperkamera hält die Tat ihrer Kollegen fest. Als die Polizisten den Zeugen ihrer Tat bemerken, machen sie Jagd auf Alicia und versuchen, die Körperkamera in ihren Besitz zu bekommen. Alica wird hierbei angeschossen, kann aber fliehen.
Da einer der getöteten Dealer einem Drogenboss nahestand und die Polizisten Alicia als seine Mörderin ausgeben wird, wird sie nachfolgend nicht nur von den korrupten Polizisten, sondern auch von der Drogenszene gejagt. Mit der Hilfe ihres früheren Bekannten Milo „Mouse“ Jackson, der in einem Supermarkt arbeitet, versucht Alica die belastende Videoaufzeichnung zu sichern und die korrupten Kollegen zur Strecke zu bringen.

## Produktion

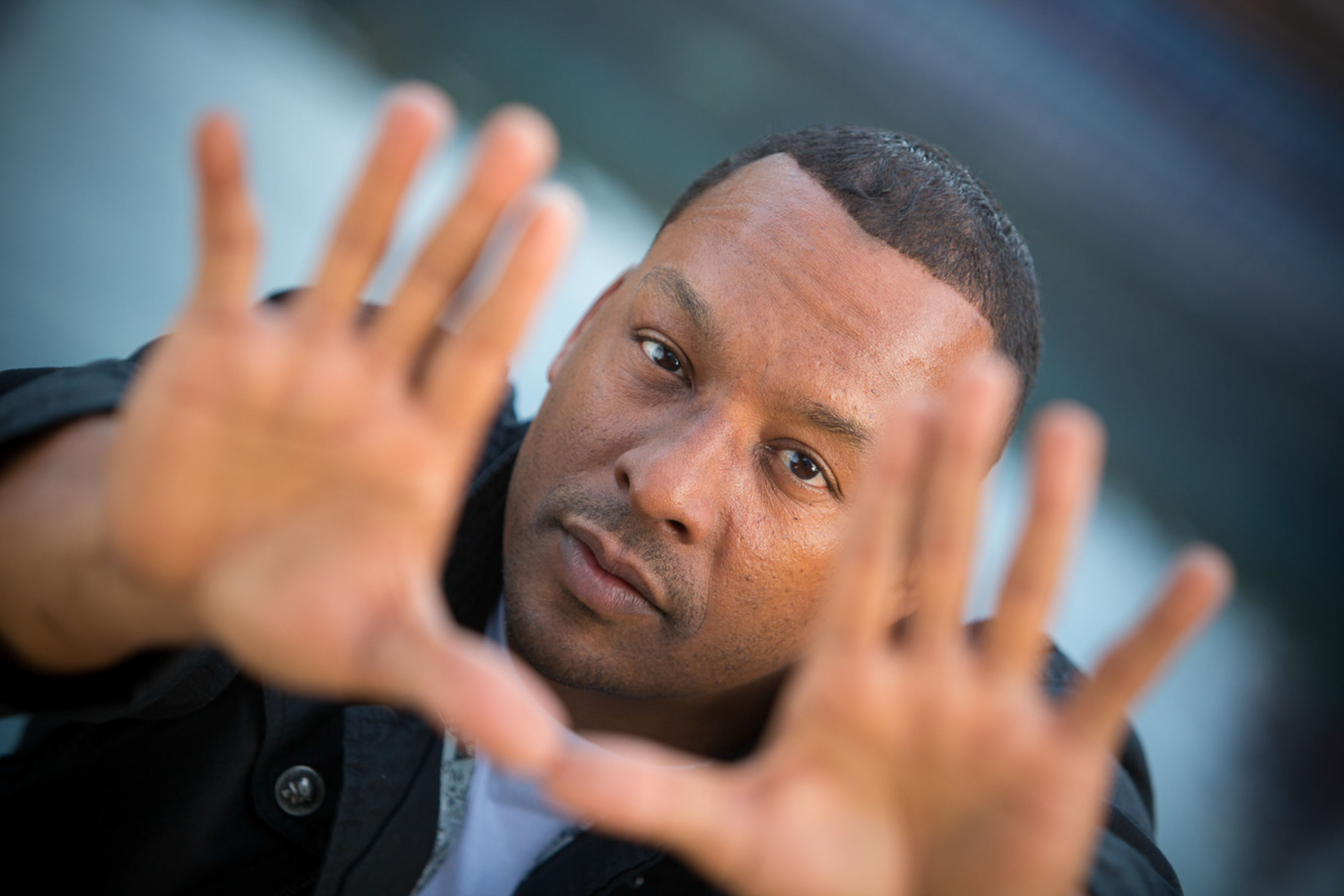
Regie führte Deon Taylor

Regie führte Deon Taylor, das Drehbuch schrieb Peter A. Dowling In den Hauptrollen sind Naomie Harris als Alicia West und Tyrese Gibson als Milo „Mouse“ Jackson zu sehen. Weitere Rollen wurden mit Frank Grillo, Mike Colter und Nafessa Williams besetzt.
Der Filmtitel Black and Blue ist eine Anspielung auf die Hautfarbe und die Farbe der Uniform der Protagonistin. Nach einem vereitelten Angriff eines dunkelhäutigen Mannes mit einer Schusswaffe auf die ebenfalls dunkelhäutige Polizisten West erläutert ihr Partner Brown: „Sie glauben, Sie sind schwarz, und glauben, das sind Ihre Leute. Sind sie aber nicht, sondern wir. Sie gehören jetzt zu den Blauen. Vergessen Sie das nie!“
Die Dreharbeiten fanden in Algiers statt, einem Stadtteil von New Orleans in Louisiana. Die Filmmusik komponierte Geoff Zanelli.
Im Juni 2019 wurde ein erster Trailer vorgestellt. Die Premiere erfolgte im September 2019 im Rahmen des UrbanWorld Film Festivals, wo er als Abschlussfilm gezeigt wurde. Der Film lief am 25. Oktober 2019 in den US-Kinos an. In Deutschland startete der Film am 14. November 2019 in den Kinos.

## Rezeption

### Altersfreigabe
In Deutschland wurde der Film von der FSK ab 16 Jahren freigegeben. In der Freigabebegründung heißt es, der Film habe nahezu durchgehend eine düstere, bedrohliche und angespannte Atmosphäre und es gebe zahlreiche Actionszenen und Schießereien, mit teilweise massiven Gewaltdarstellungen und Tötungen. Die Darstellung der Gangsterwelten sei für Zuschauer ab 16 Jahren jedoch als Teil des filmischen Konstrukts erkennbar, das keine reale Vorbildfunktion hat, und zudem stehe am Ende ein klarer Sieg des Guten über Korruption und Verbrechen.

### Kritiken und Einspielergebnis
Insgesamt stieß der Film bei den Kritikern auf geteiltes Echo. Rund die Hälfte der bei Rotten Tomatoes aufgeführten Kritiken sind positiv.
Die Filmkritikerin Antje Wessels schreibt, wenn sich die Opfer von Polizeiwillkür zusammenschließen, sei dies ein sehr symbolischer Akt, bei dem Deon Taylor zwar nicht gerade in subtilen Bahnen fahre, der aber dennoch sowohl inhaltlich als auch in der Aussage funktioniere: „Denn je öfter die Macher hier Szenen wahlloser Machtausübung an Schwarzen wiederholen und ebenjene ihre Erfahrungen mit der Obrigkeit schildern dürfen, desto mehr werden einem die Ausmaße derartiger realer Probleme bewusst – und Erinnerungen an den tonal vollkommen anders verortbaren aber inhaltlich nicht minder deutlichen The Hate U Give werden wach.“ Wessels beschreibt Black and Blue als „Rassismusanklage trifft Cop-Thriller“, was die meiste Zeit erstaunlich gut funktioniere. Erst wenn in der zweiten Hälfte des Films die Genreklischees überhandnehmen, verliere der Film an Glaubwürdigkeit und Spannung.
Dem Budget von rund zwölf Millionen US-Dollar stehen bisher weltweite Einnahmen von 22,7 Millionen US-Dollar gegenüber, von denen der Film allein rund 22 Millionen im nordamerikanischen Raum einspielen konnte.

### Auszeichnungen
American Black Film Festival 2020
- Nominierung als Film des Jahres[15]

NAACP Image Awards 2020
- Nominierung als Beste Hauptdarstellerin (Naomie Harris)[16]

## Synchronisation
Die deutsche Synchronisation entstand nach der Dialogregie von Tim Sander im Auftrag der SDI Media Germany GmbH, Berlin.
| Darsteller        | Synchronsprecher   | Rolle                |
| ----------------- | ------------------ | -------------------- |
| Naomie Harris     | Vera Teltz         | Alicia West          |
| Tyrese Gibson     | Tobias Kluckert    | Milo „Mouse“ Jackson |
| Frank Grillo      | Dennis Schmidt-Foß | Terry Malone         |
| Mike Colter       | Milton Welsh       | Darius               |
| Reid Scott        | Karlo Hackenberger | Kevin                |
| Beau Knapp        | Tim Sander         | Smitty               |
| Nafessa Williams  | Dana Friedrich     | Missy                |
| James Moses Black | Hans Bayer         | Deacon Brown         |
| Carsyn Taylor     | Carlos Fanselow    | Jamal                |
| Nelson Bonilla    | Johannes Berenz    | Officer Doyle        |
| Lucky Johnson     | Robert Glatzeder   | Ox                   |
| Deneen Tyler      | Anke Reitzenstein  | Regina Hackett       |
| Craig Leydecker   | Samuel Zekarias    | Shift Sergeant       |
| Oscar Gale        | Imtiaz Haque       | Tankstellen-Besitzer |
| Frankie Smith     | Tom Raczko         | Tez                  |
| John Charles II   | Lasse Dreyer       | Zero                 |